# Philipp Sonntag
Philipp Sonntag (Cieplice Śląskie-Zdrój, 18 dicembre 1941) è un attore, regista, sceneggiatore e comico tedesco.

## Biografia
Sonntag ha studiato presso l'accademia di Belle arti a Monaco di Baviera, ha girato inoltre molti teatri in svariate città: Düsseldorf, Essen, Colonia, Bonn, Amburgo, Berlino, Monaco e Norimberga.
Sonntag è conosciuto anche per aver presentato la famosa serie a livello nazionale per bambini Automobili rosso fuoco, ha partecipato ad oltre 50 film e nel 2004 ha ricevuto un premio (Deutscher Kleinkunstpreis, il cabaret tedesco). Dal 2007 al 2012 ha partecipato alle serie Tempesta d'amore, interpretando il sindaco Alois Pachmeyer e dal 2008 alla serie Lindenstraße (la prima e più longeva soap opera della televisione tedesca, inedita in Italia), nel ruolo dell'anticonformista Adolph "Adi" Stadler.